# U (Kana)
う in Hiragana oder ウ in Katakana (romanisiert u) ist einer der japanischen Kana, welches ein Mora repräsentiert. In der modernen japanischen  alphabetischen Sortierung steht es an dritter Stelle. Es ist außerdem der 24. Buchstabe im Iroha, direkt nach dem む und vor dem ゐ. In der Gojūon-Tabelle (sortiert nach Spalten von links nach rechts) steht う in der ersten Spalte (あ行, a-gyō, „Spalte A“) und in der dritten Reihe (う段, u-dan, „Reihe U“). Beide Laute repräsentieren [u͍] .
| Form                          | Rōmaji | Hiragana        | Katakana        |
| ----------------------------- | ------ | --------------- | --------------- |
| Normal a/i/u/e/o (あ行 a-gyō) | u      | う              | ウ              |
| Normal a/i/u/e/o (あ行 a-gyō) | uu ū   | うう, うぅ うー | ウウ, ウゥ ウー |

Für die Kombination うぅ bzw. ウゥ gibt es jedoch keine einheitliche Regelung im Hepburn-System, nach der Variante Hyōjun-shiki in der Fassung von 1974 wird diese als wu transkribiert.
| Romaji | Hiragana | Katakana |
| ------ | -------- | -------- |
| wa     | うぁ     | ウァ     |
| wi     | うぃ     | ウィ     |
| wu     | う       | ウ       |
| we     | うぇ     | ウェ     |
| wo     | うぉ     | ウォ     |

| Romaji | Hiragana | Katakana |
| ------ | -------- | -------- |
| va     | ゔぁ     | ヴァ     |
| vi     | ゔぃ     | ヴィ     |
| vu     | ゔ       | ヴ       |
| ve     | ゔぇ     | ヴェ     |
| vo     | ゔぉ     | ヴォ     |

Die Hiragana-Variante des Dakuten ゔ wird fast niemals verwendet, da der Laut im ursprünglichen Japanisch nicht vorkommt.

## Ableitung
Beide Formen う und ウ sind via Man’yōgana vom Kanji 宇 abgeleitet (ausgesprochen u mit der Bedeutung Raum).

## Varianten
Die verkleinerten Versionen der Zeichen (ぅ, ゥ) werden verwendet, um Moren zu erstellen, die in der japanischen Sprache nicht vorkommen, zum Beispiel トゥ (tu). Diese Anwendungsform ist relativ neu. In der Phrase Tutankhamuns cartouche zum Beispiel wird in dem neueren Lehnswort cartouche die neue phonetische Form verwendet. Im älteren Wort Tutankhamun wird ツ (tsu) als Annäherung verwendet:
Das Zeichen う wird in seiner normalen Form auch verwendet, um den Ton o zu verlängern, zum Beispiel im Wort 構想, in Hiragana geschrieben こうそう (kousou), ausgesprochen kōsō. In einigen Worten wird zur Verlängerung das Zeichen お (o) verwendet. Das hat morphologische oder geschichtliche Gründe.
Das Kana ウ mit Dakuten geschrieben ヴ (vu) wird verwendet, um dem Japanischen fremde Phone darzustellen, und normalerweise mit ブ (bu) angenähert, um den Laut wiederzugeben.

## Strichfolge
Das Hiragana う wird mit zwei Strichen gezeichnet:
1. Oben ein kurzer diagonaler Haken, zunächst nach rechts geschwungen und dann in die entgegengesetzte Richtung, um kurz unter dem Anfang zu enden.
2. Nach einer Lücke fortgesetzt, ein großer geschwungener Strich, zunächst diagonal leicht nach rechts oben, um dann in einem weiten Bogen nach unten links zu enden.

Das Katakana ウ wird mit drei Strichen geschrieben.
1. Oben zentral ein kurzer senkrechter Strich nach unten.
2. Ein gleicher Strich, aber am linken Rand und in Höhe unter dem ersten Strich.
3. Am oberen Ende des zweiten Striches eine Gerade nach rechts durch das untere Ende des ersten Strichs. Dann in einer weiten Kurve nach unten links geführt. Abgesehen von den kurzen Senkrechten ist dieses Katakana identisch mit dem フ.

## Weitere Darstellungsformen
- In japanischer Brailleschrift:

- Der Wabun-Code ist ・・-
- In der japanischen Buchstabiertafel wird es als 上野のウ (Ueno no U) buchstabiert.